# Карнатака
Карна̀така (на каннада: ಕರ್ನಾಟಕ; на английски: Karnataka) е щат в Южна Индия, създаден на 1 ноември 1956 г. с приемането на Закона за реорганизация на щатите. Първоначално е известен под името Майсур (на английски: Mysore), но през 1973 г. е преименуван на Карнатака (кару наду означава извисена земя, а също черен регион – име, свързано с черните почви за отглеждане на памук в региона Баялусийм). Карнатака граничи с Арабско море на запад, Гоа на северозапад, Махаращра на север, Андхра Прадеш на изток, Тамил Наду на югоизток и Керала на югозапад. Щатът има площ 191 976 km² или 5,83% от площта на Индия. Населението му е 52 850 562 д. при гъстота 275,6 д./km². Основният език в щата е каннада. Столицата на Карнатака, Бангалор, е на предната линия на технологичния и икономически прогрес на Индия.

## История
В древността Карнатака е част от Маурийската империя на Ашока Велики. През 1565 г. империята Виджаянагара, основана през 14 век, попада под контрола на конфедерация от ислямски султанати след битката при Таликота. Биджапурския султанат скоро придобива контрол на платото Декан, но към края на 17 век е победен от Моголската империя. През 1782 г. Типу Султан става владетел на Майсур след смъртта на баща си, Хайдар Али, придобил власт над района като главнокомандващ майсурската армия. Както баща му, така и Типу султан водят общо четири войни срещи британците, последната от които води до смъртта на Типу султан при отбраната на столицата му Срирангапатана и присъединяването на Майсур към Британска Индия през 1799 г. През 19 век има няколко въстания срещу британското господство. След получаването на независимост на Индия от Великобритания на 15 август 1947 г. махараджата на Майсур Джаячамараджендра Водеяр позволява присъединяването на Майсур към Индийската република. През 1950 г. Майсур става щат със същото име, а през 1973 г. е преименуван на Карна̀така.

## География
Щатът има три основни географски зони: крайбрежният регион Каравали, хълмистият Малнад и Баялусийм, който се състои от равнините на Деканското плато и е най-голям по площ, като северната му част е вторият най-голям район със сух климат в Индия. Най-високата точка на Карнатака е в хълмовете Мулаянагири – 1929 m. Някои от големите реки в щата са Кавери, Тугабхадра, Кришна и Шаравати. В Карнатака има четири годишни сезона: зима през януари и февруари, лято между март и май, мусонен сезон от юни до септември и следмусонен сезон от октомври до декември. В крайбрежната зона на щата вали изобилно, като Агумбе в окръг Шивамога е на второ място по годишен валеж в Индия. Най-високата измерена температура е 45,6 °C в Райчур, а най-ниската 2,8 °C в Бидар. Около 38 724 km² или 20% от площта на Карнатака е залесена.

## Управление
Подобно на другите индийски щати, Карнатака има парламентарна правителствена система с две демократично избираеми камари – Законодателното събрание и Законодателния съвет. Законодателното събрание има 224 члена, които се избират за срок от 5 години. Законодателният съвет има 75 члена, като 1/3 от тях се оттеглят на всеки две години.
Правителството на Карнатака се оглавява от Главен министър, който се избира от Законодателното събрание. Той ръководи законодателния дневен ред и държи в ръцете си голяма част от изпълнителната власт. Губернаторът на Карнатака, който има по-скоро церемониални функции, се назначава от президента на Индия по съвет на Индийското правителство и има петгодишен мандат. Гражданите на Карнатака избират също така 28 представители в долната камара на индийския парламент Лок Сабха. Членовете на Законодателното събрание избират 12 представители в горната камара на индийския парламент Раджа Сабха. Основните партии в Карнатака са Индийски национален конгрес, Бхаратия Джаната и Джаната Дал. Политици от Карнатака са заемали постове министър-председател и вицепрезидент на Индия. Върховният съд на Карнатака (Атара Качери) е в Бангалор.

## Икономика
Карнатака е сред най-бързо развиващите се индийски щати с БВП от $ 51,25 милиарда за фискалната 2007 – 2008 г., което представлява растеж от 7% спрямо предишната фискална година. Окло 56% от работниците в Карнатака са заети в селското стопанство и свързаните отрасли. Основните промишлени компании в Карнатака са Hindustan Aeronautics Limited, National Aerospace Laboratories, Bharat Heavy Electricals Limited, Indian Telephone Industries, Bharat Earth Movers Limited и Hindustan Machine Tools, а някои от водещите научни, образователни и изследователски институции на Индия като Индийския научен институт, Индийския институт по мениджмънт и Националния технологичен институт Карнатака са базирани в щата.
От 80-те години на 20 век Карнатака е водещият щат в областта на информационните технологии в Индия. През 2007 г. броят на фирмите от отрасъла е 2000, като двете най-големи, Infosys и Wipro, също са базирани в щата. За фискалната 2006 – 07 г. износът на IT продукти е на стойност $12,5 милиарда или почти 38% от целия IT износ на Индия. Карнатака също води страната в областта на биотехнологиите.

## Религия
Трите най-важни школи на веданта адвайта, висищадвайта и двайта разцъфтяват в Карнатака. Мадхвачаря е роден на територията на щата, а Ади Шанкарачаря основава в Шрингери един от четирите си манастирски центрове – другите са в Дварака, Гуджарат, Пури, Ориса и Дьотирмат, Утаракханд. Рамануджачаря прекарва много години в Мелкот, след като е изгонен от Тамил Наду от династията на Чолите. Джайнистката философия и литература също значително са обогатили културата на Майсур. Християнството е донесено през 1545 г. от португалския мисионер Франсиско Ксавие, а преди това ислямът настъпва в тези земи. Будизмът е популярен в Карнатака в първото хилядолетие от новата ера, но вследствие на индуисткото възраждане, започнато от Шанкарачаря, губи позициите си, както и навсякъде в Индия.

## Население
Според преброяването от 2001 г. населението на Карнатака е 52 850 562 д., от които 26 898 918 (50,89%) са мъже, а 25 951 644 (49,11%) – жени, или съотношение на мъже към жени 1000:964. Нарастването на населението спрямо 1991 г. е със 17,5%. Гъстотата на населението е 275,6 д./km², а урбанизацията е 33,98%. Грамотността е 66,6%, 76,1% сред мъжете и 56,9% сред жените. 83% от населението са индуисти, 11% мюсюлмани, 4% християни, 0,78% джайнисти и 0,73% будисти. Основният език каннада се говори от 64,75% от населението.